# 山下峻
山下 峻（やました しゅん、1991年8月19日 - ）は、広島県安芸郡府中町出身の元プロ野球選手（投手）。左投左打。

## 経歴

### プロ入り前
府中南小学校4年生の時にソフトボールを始め、投手として府中南ソフトボールクラブに在籍。6年時には、チームを広島県大会の3位に導いた。緑ヶ丘中学校への進学後に、安芸イーグルスで野球をスタート。しかし、1年生夏に小児がん（白血病）と診断された（詳細後述）。
卒業後は広島国際学院高校へ進学。前述の病気のブランクで入学当初は球速90km/h程度だったが、練習や肉体改造に取り組んだ末、3年生夏の選手権広島大会で、背番号10ながら全試合で先発投手に起用。しかし、準々決勝で如水館高校に敗れた。在学中には春夏とも阪神甲子園球場での全国大会への出場はなかった。
松本大学への進学後は、1年時から関甲新学生野球の2部リーグ戦に登板。2年の春季2部リーグ戦では、新潟大学打線を相手に、5回参考記録ながら2四死球を出しただけのノーヒットノーランを達成した。チーム史上初めて1部リーグで迎えた3年時には、春秋通算で3勝7敗をマーク。2部に降格した4年時には、春季リーグ戦こそ股関節痛の影響で不振だったものの、秋季リーグ戦で3勝（2完封勝利）、防御率0.20という好成績を残した。
2013年のプロ野球ドラフト会議で、横浜DeNAベイスターズから6巡目で指名。契約金2,700万円、年俸720万円（金額は推定）という条件で入団した。背番号は48。

### プロ入り後
入団以来2014年から一軍昇格の機会がないまま、2016年10月2日に球団から戦力外通告を受け、現役を引退した。12月2日付で、NPBから自由契約選手として公示。

### 現役引退後
2016年12月から、保険代理店「イコールワン」の営業部員に転身している。
現在はファイナンシャル・プランナーとしての活動の他、自身の闘病経験についての講演活動も行い、2020年1月からは横浜DeNAベイスターズベースボールスクールのコーチ活動も行っている。同年5月24日には投球術や自身の経験を記すブログを開設した。
2021年3月、広島県竹原市のタクシー会社・山陽タクシーの株式を購入、社長に就任した。

## 選手としての特徴・人物
しなやかな腕の振りから繰り出す最速144km/hのストレートと、落差の大きなカーブで打ち取る投球が身上。松本大学の2年生まで中央球界で無名だったが、3年時に関甲新学生野球の1部リーグ戦で好投したことを機に、NPBの複数球団のスカウトから注目されるようになった。
DeNA1年目の2014年8月29日にチームメイトの柿田裕太が運転する自家用車に同乗したところ、柿田が当て逃げ事故を起こした。柿田がこの事故を警察に届け出ていなかったことが後に判明したため、同乗していた山下も球団から3日間の謹慎処分を受けた。
中学生時代には、1年生の夏に白血病を患った影響で半年間の入院と1年半にわたる通院を経験していた。薬の副作用が激しく、毎日嘔吐し、口内炎の影響で食事も満足に取れなかった。半年間は寝たきりだったため、少し走っただけで疲労骨折するほどに体が弱ってしまっていた。後年、「間違いなくあの頃が人生で一番苦しい時期」「もう一度同じ病気で入院しろと言われたら絶対に治療は受けたくない」と語っている。しかし、中学から本格的に硬式野球に取り組みたいという気持ちを支えに、退院後は身体の調子を見ながらトレーニングに励んだ。松本大学への進学後も、DeNAで現役を引退するまでたびたび故障に見舞われた。病気を言い訳にしたくないという思いや、病気を理由に人から特別扱いされるのを嫌がったことから、大学3年生くらいまでは周囲に白血病を患った過去は話してなかった。引退を機に保険代理店への就職を決めたのは、「自分が未来につなげられることは、小さい頃に病気にかかったことと、プロ野球選手としてお金を稼いだことだけなので、『人のためになりたい』と思ったから」だという。また、故郷のタクシー会社の株式を購入し、社長に就いた際には「通院時に利用したタクシーの運転手が、薬の副作用で激しい熱や吐き気に襲われる体を優しく気遣ってくれた。あの時の感謝の気持ちが決断の背中を押した」と述べていた。

## 詳細情報

### 年度別投手成績
- 一軍公式戦出場なし

### 背番号
- 48 （2014年 - 2016年）